# 케이벤치
케이벤치(Kbench, Korea Benchmark)는 대한민국의 IT 정보 및 커뮤니티 웹사이트이다. 1998년 대한민국 최초로 콘텐츠와 커뮤니티를 결합한 PC 정보 사이트로 탄생하였고 현재는 컴퓨터 하드웨어 외에 디지털 콘텐츠 등 다양한 IT 정보를 제공, 공유하는 사이트이다.

## 소개
케이벤치 내의 케벤이라는 커뮤니티를 가지고 있으며 공동구매도 진행된다. 2008년 11월 (주)쿠키뱅크라는 새로운 법인을 설립한 바 있다.
주로 벤치마킹 정보를 제공하며 10여년의 역사와 방대한 디지털 콘텐츠로 동종 분야에서는 많은 신뢰를 얻고 있는 업체이다.
2012년 5월 넥스젠리서치(주)로 운영법인이 변경되었다.